# Caulophacus variens
Caulophacus variens är en svampdjursart som beskrevs av Konstantin R. Tabachnick 1988. Caulophacus variens ingår i släktet Caulophacus och familjen Rossellidae. Utöver nominatformen finns också underarten C. v. juvenilis.